# Dainius Virbickas
Dainius Virbickas (ur. 12 listopada 1971) – litewski lekkoatleta, długodystansowiec.
Podczas igrzysk olimpijskich w Atlancie (1996) nie ukończył maratonu.
Pięciokrotny mistrz Litwy: trzy tytuły na stadionie (bieg na 5000 metrów – 1995 i 1997, bieg przełajowy na krótkim dystansie – 1990) oraz dwa w hali (bieg na 3000 metrów – 1993 i 1995).

## Rekordy życiowe
- Bieg maratoński – 2:15:28 (1995)[3]